# Rosemary Coogan
Rosemary Theresa Coogan (Belfast, 1991) è un'astronauta britannico.
Nel novembre 2022 è stata selezionata come astronauta dell'Agenzia spaziale europea; ha iniziato l'addestramento astronautico di base di un anno al Centro europeo per gli astronauti a Colonia in Germania nell'aprile 2023.